# Stereogum
Stereogum là một ấn phẩm Internet hàng ngày tập trung vào tin tức, đánh giá, phỏng vấn và bình luận mảng âm nhạc. Trang web được Scott Lapatine lập ra vào tháng 1 năm 2002. Stereogum là một trong những blog MP3 đầu tiên và đã nhận được nhiều giải thưởng cũng như vinh danh, bao gồm Giải PLUG cho Blog âm nhạc của năm, Powergeek 25 của Blender và Trang web âm nhạc xuất sắc nhất của Entertainment Weekly. Trang web này đã được vinh danh Official Honoree bởi Giải Webby ở hạng mục âm nhạc và giành được Giải OMMA cho Trang web xuất sắc ở hạng mục giải trí/âm nhạc. Năm 2011, Stereogum đã giành giải Blog âm nhạc của năm của The Village Voice.

## Lịch sử
Trang web được đặt tên theo một cụm từ trong lời bài hát "Radio #1" của bộ đôi nhạc điện tử người Pháp Air. Cuối năm 2006, Stereogum nhận được khoản đầu tư từ tổ chức đầu tư tư nhân The Pilot Group của Bob Pittman. Tháng 11 năm 2007, dự án đã được SpinMedia (trước đây gọi là Buzz Media) mua lại. Tháng 4 năm 2008 chứng kiến sự ra mắt của Videogum, trang web chị em của Stereogum, tập trung vào mảng truyền hình, điện ảnh và video trên web. Videogum sau đó đã đóng cửa.
Sự kiện SXSW đầu tiên của Stereogum vào năm 2006 được tổ chức bởi diễn viên hài mới nổi Aziz Ansari cùng với có màn trình diễn của Ted Leo. Trong những năm sau, các sự kiện của Stereogum tổ chức có mời các nghệ sĩ Ben Gibbard, Sky Ferreira, Mitski, Beach House, St. Vincent, Deerhunter, Japanese Breakfast, Rico Nasty... tới biểu diễn. Tháng 12 năm 2016, Eldridge Industries đã mua lại SpinMedia thông qua Hollywood Reporter-Billboard Media Group với số tiền không được tiết lộ. Tháng 7 năm 2017, Arcade Fire đã tạo ra trang web nhại lại lấy tên Stereoyum để "đánh giá sớm" về album Everything Now sắp phát hành của ban nhạc. Tháng 1 năm 2020, có nguồn tin xác nhận Scott Lapatine đã đạt được thỏa thuận mua lại Stereogum từ Hollywood Reporter-Billboard Media Group, biến nó một lần nữa trở thành một trang báo độc lập.
Biên tập viên cấp cao Tom Breihan của Stereogum bắt đầu viết chuyên mục "The Number Ones" vào tháng 9 năm 2018, trong đó ông đánh giá, phân tích và cung cấp bối cảnh lịch sử cho mọi đĩa đơn quán quân trên bảng xếp hạng Billboard Hot 100. Tháng 11 năm 2022, Hatchette Book Group xuất bản cuốn sách lịch sử âm nhạc The Number Ones: Twenty Chart-Topping Hits That Reveal The History Of Pop Music dựa trên chuyên mục này của Breihan. Tháng 7 năm 2023, Breihan bắt đầu thực hiện một chuyên mục nhỏ chỉ dành cho những người đăng ký trang web, trong đó ông đăng tải những bài đánh giá các đĩa đơn quán quân trên bảng xếp hạng Billboard Alternative Airplay.

## Album của năm
| Năm  | Nghệ sĩ           | Album                             | Nguồn  |
| ---- | ----------------- | --------------------------------- | ------ |
| 2009 | Animal Collective | Merriweather Post Pavilion        | [ 13 ] |
| 2010 | Kanye West        | My Beautiful Dark Twisted Fantasy | [ 14 ] |
| 2011 | Girls             | Father, Son, Holy Ghost           | [ 15 ] |
| 2012 | Fiona Apple       | The Idler Wheel...                | [ 16 ] |
| 2013 | Kanye West        | Yeezus                            | [ 17 ] |
| 2014 | Run the Jewels    | Run the Jewels 2                  | [ 18 ] |
| 2015 | Grimes            | Art Angels                        | [ 19 ] |
| 2016 | Beyoncé           | Lemonade                          | [ 20 ] |
| 2017 | Lorde             | Melodrama                         | [ 21 ] |
| 2018 | Kacey Musgraves   | Golden Hour                       | [ 22 ] |
| 2019 | Lana Del Rey      | Norman Fucking Rockwell!          | [ 23 ] |
| 2020 | Fiona Apple       | Fetch the Bolt Cutters            | [ 24 ] |
| 2021 | The War on Drugs  | I Don't Live Here Anymore         | [ 25 ] |
| 2022 | Alvvays           | Blue Rev                          | [ 26 ] |
| 2023 | Wednesday         | Rat Saw God                       | [ 27 ] |

## Sản phẩm âm nhạc
Tháng 7 năm 2007, Stereogum phát hành Stereogum Presents... OKX: A Tribute to OK Computer như một lời tri ân kỷ niệm mười năm tới album OK Computer (1997) của ban nhạc Radiohead. Các bài hát trong album được thể hiện bởi 14 nghệ sĩ indie rock gồm Doveman, Vampire Weekend, John Vanderslice, David Bazan, Cold War Kids, My Brightest Diamond, Marissa Nadler, Chris Funk của The Decemberists, và Chris Walla của Death Cab for Cutie.
Các album tuyển tập được Stereogum phát hành miễn phí khác bao gồm: Drive XV: A Tribute to Automatic for the People, một sản phẩm tri ân tới album Automatic for the People (1992) của R.E.M., với sự góp giọng của Rogue Wave, Meat Puppets, Sara Quin và Dr. Dog; Enjoyed: A Tribute to Björk's Post, một sản phẩm tri ân tới album Post (1995) của Björk, với sự góp giọng của Liars, Edward Droste, Dirty Projectors, Final Fantasy và Atlas Sound); Stroked: A Tribute to Is This It, một sản phẩm tri ân tới album Is This It (2001) của The Strokes, với sự góp giọng của Real Estate, Owen Pallett, Peter Bjorn and John và The Morning Benders; MySplice Vols 1-4:, các bản mashup hàng năm hợp tác với team9; và Stereogum Presents... RAC Vol. 1, bản phát hành đầu tiên của nhà sản xuất từng đoạt giải Grammy RAC.
Năm 2020, là một phần trong nỗ lực gây quỹ để duy trì hoạt động và tính độc lập của trang web, một tuyển tập gồm 55 bản hát lại các bài hát từ những năm 2000 do nhiều nghệ sĩ khác nhau thể hiện lấy tựa đề Save Stereogum: An '00s Covers Comp đã được phát hành để thu hút các nhà tài trợ với chiến dịch Indiegogo của trang web. Chiến dịch đã quyên góp được tổng cộng hơn 370.000 USD. Album ra mắt ở vị trí quán quân trên bảng xếp hạng Compilation Albums và vị trí thứ 11 trên bảng xếp hạng Top Album Sales của Billboard.